# Mount Monduli
Der Mount Monduli (Swahili: Mlima Monduli, in der deutschen Kolonialzeit Mondul genannt) ist ein Vulkan im gleichnamigen Monduli Distrikt im Nordosten der zu Tansania gehörenden Region Arusha.
Der Gipfel des Berges ist 2652 m hoch.
Der Berg liegt innerhalb des Monduli-Forest-Reserve-Schutzgebietes zwischen dem Mount Meru, der etwa 15 Kilometer östlich liegt, und den Crater Highlands ca. 90 Kilometer westlich.